# Vom Fliegen und anderen Träumen
Vom Fliegen und anderen Träumen ist ein britisches Filmdrama von Regisseur Paul Greengrass aus dem Jahr 1998, mit Helena Bonham Carter und Kenneth Branagh in den Hauptrollen. Der Film kam am 22. Januar 1999 in die US-Kinos sowie am 22. April 1998 in die deutschen Lichtspielhäuser.

## Handlung
Richard ist ein frustrierter Künstler, mitten in seiner Midlife-Crisis. Wegen Erregung öffentlichen Ärgernisses kommt er schließlich vor Gericht und muss als Bestrafung Sozialstunden ableisten. Sein erster Auftrag führt ihn zu Jane Hatchard, einer jungen Frau, die unter dem Lou-Gehrig-Syndrom (ALS) leidet. Ihre Krankheit befindet sich bereits im letzten Stadium, doch Jane nimmt es mit Gelassenheit und Pfiff. Die beiden haben keinen besonders guten Start, doch letztendlich verrät Jane Richard ein Geheimnis. Sie möchte ihre Unschuld verlieren und will, dass er ihr dabei hilft. Unterdessen baut Richard ein Flugzeug aus alten Gemälden und Gartenwerkzeugen. Bald weiß er, wie Jane zu helfen ist: Ein Gigolo muss engagiert werden, und um diesen zu bezahlen, ist er entschlossen eine Bank auszurauben. Jane weiß dabei nicht, wo ihr der Kopf steht.

## Kritik
Der Spiegel kritisiert 1999 in einer Kurzrezension: „Der Film von Paul Greengrass ist so deutlich auf Mitleidsmasche und Tabubruch getrimmt, daß [sic] nicht einmal die großartige Bonham Carter eine Bauchlandung verhindern kann.“
In Kulturnews heißt es über den Film: „Das hätte eine tragikomische Romanze werden können, wäre da nicht die bemühte Metapher vom Fliegen und die arg süßlich aufschwellende Filmmusik, die nicht begleitet, sondern aufdringlich den Zuschauer anweist, welche Emotion er als nächste zu erleben habe.“
Die Wiener Zeitung urteilt dagegen 2005 in ihrer Filmkritik: „Einfühlsam inszeniert und großartig gespielt ist der Film trotz Krankheit, Schmerz und Tod ein Hymnus auf das Leben, eine „Ode an die Freude“, voll Kraft und Einfallsreichtum und Poesie.“

## Auszeichnungen
- 1999: Crystal Star in der Kategorie Best European Feature für Paul Greengrass
- 1999: Nominierung für den Golden Satellite Award in der Kategorie Beste Schauspielerin in einem Drama für Helena Bonham Carter